# Sounds like a melody
Sounds like a melody is een single van Alphaville. Het is afkomstig van hun album Forever young.
Het lied is een liefdesverhaal tussen een jongen en meisje, die samen in de bioscoop zitten. In de ogen van de jongen maken zij deel uit van de film. De muziek wordt grotendeels ingevuld door de synthesizers. In het slot is de strijkerssectie van de Deutsche Oper Berlin te horen.
Alphaville werd door hun platenlabel gedwongen een lied te schrijven, dat als single uitgegeven kon worden tussen Big in Japan en Forever young. De commerciële druk was dermate hoog, dat Alphaville het snel schreef, opnam en uitgaf en vervolgens een hele tijd niet speelde. Van het lied zijn diverse remixen in omloop, die qua tijdsduur oplopen tot langer dan zeven minuten.

## Hitnotering

### Nederlandse Top 40
| Positie: | 38 | 22 | 15 | 9 | 6 | 7 | 16 | 24 | 38 | uit |

### Nationale Hitparade
| Positie: | 38 | 36 | 27 | 15 | 9 | 8 | 11 | 11 | 17 | 26 | uit |

### BelgischeRadio 2 Top 30
| Positie: | 19 | 14 | 15 | 22 | 17 | 23 | 27 | 29 | - | 23 | 10 | 24 | uit |

### VlaamseUltratop 50
| Positie: | 20 | 13 | 18 | 24 | 24 | 29 | 38 | 38 | 38 | 33 | 10 | 13 | 29 | uit |

### NPO Radio 2 Top 2000
Sounds Like a Melody stond alleen in 2000 in de NPO Radio 2 Top 2000, op plek 1744.

## Covers
Een aantal artiesten nam later het lied als cover op; de bekendste daarvan is die van Lichtenfels, dat in Duitsland en Oostenrijk de hitparade wist te halen.
De beginmelodie werd in 1993 gesampled in "U got 2 let the music" van "Capella".